# Defiance (Achterbahn)
Defiance in Glenwood Caverns Adventure Park (Glenwood Springs, Colorado, USA) ist eine Stahlachterbahn vom Modell Euro-Fighter des Herstellers Gerstlauer Amusement Rides, die am 1. Juli 2022 eröffnet wurde.
Die 22,9 m hohe Strecke verfügt über eine 33,5 m hohe Abfahrt von 102,3° und besitzt zwei Inversionen: eine Banana-Roll und einen Inline-Twist. Die Wagen, welche aus zwei Reihen für je vier Personen bestehen, erreichen eine Höchstgeschwindigkeit von 90,1 km/h.
Sie ist zurzeit (Stand Juli 2023) mit ca. 2174 m über dem Meeresspiegel die höchstgelegene Achterbahn mit Inversionen in den USA.